# Legge di Sturgeon
La rivelazione di Sturgeon (in inglese Sturgeon's Revelation), a cui ci si riferisce più spesso come la legge di Sturgeon (Sturgeon's Law), è un aforisma tratto da una serie di citazioni dello scrittore di fantascienza statunitense Theodore Sturgeon. Anche se, in origine, secondo le intenzioni dell'autore stesso, l'espressione "legge di Sturgeon" era intesa a indicare un adagio diverso, la consuetudine ha portato a chiamare "legge di Sturgeon" quella che in origine era nota come "rivelazione di Sturgeon".
Nella sua formulazione più diffusa, essa afferma:
La frase deriva dall'osservazione da parte dello scrittore che, mentre la letteratura fantascientifica è spesso tenuta in scarsa considerazione da parte della critica letteraria (che la relega tra le forme di narrativa di genere e letteratura di consumo), in sostanza la maggior parte dei prodotti culturali facenti capo ad altri campi e ad altri generi risulterebbe essere di qualità almeno altrettanto scarsa; per questo motivo, secondo Sturgeon, la fantascienza non si comporta in modo diverso dalle altre forme d'arte, né, in media, è peggiore di esse.

## La rivelazione, o legge, di Sturgeon
Il primo riferimento scritto alla "rivelazione di Sturgeon" (la quale poi è rimasta nota in generale come "legge di Sturgeon") risale al numero del marzo 1958 della rivista Venture Science Fiction. Sturgeon scrisse:
(Theodore Sturgeon, Venture Science Fiction, 1958)
Una riformulazione semplificata della legge di Sturgeon è dunque fornita dalla posizione secondo cui «il novanta percento della fantascienza è spazzatura; però, in effetti, il novanta percento di tutto è spazzatura.»
Da notare che, mentre la parola inglese crud si traduce correttamente come "spazzatura", l'accezione di crap è più forte e una sua traduzione più puntuale è fornita dal volgarismo italiano "stronzata".
Secondo l'autore di fantascienza Philip Klass (meglio noto con lo pseudonimo di William Tenn) Sturgeon espresse questa posizione per la prima volta intorno al 1951, nel corso di una conferenza presso la New York University alla quale era presente anche Tenn stesso. L'osservazione venne in seguito inclusa in un intervento di Sturgeon alla World Science Fiction Convention di Filadelfia del 1º maggio 1953.

## La legge di Sturgeon nelle intenzioni dell'autore

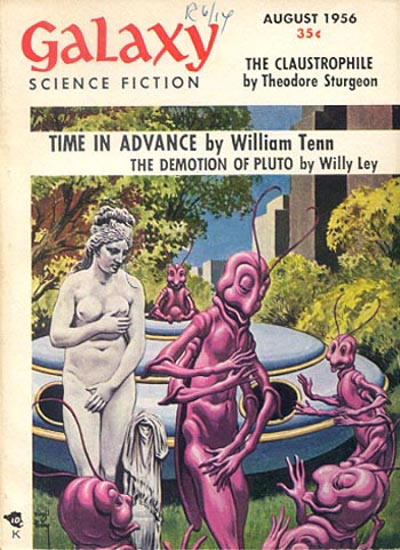

In origine, Sturgeon aveva indicato con l'espressione "legge di Sturgeon" il seguente aforisma:
(Theodore Sturgeon, Galaxy Science Fiction, 1964)
Questa espressione di scetticismo venne formulata nel racconto The Claustrophile, comparso sulla rivista Galaxy Science Fiction nel numero di agosto del 1956.
Nonostante le intenzioni iniziali dell'autore, comunque, l'espressione "legge di Sturgeon" indica l'aforisma secondo cui «il novanta percento di tutto è spazzatura» in base a quasi tutti i riferimenti comuni, incluso l'utilizzo del termine da parte dell'Oxford English Dictionary.